# 歐洲歌唱大賽博物館
胡薩維克歐洲歌唱大賽展覽（英語：The Húsavik Eurovision Song Contest Exhibition)，通稱歐洲歌唱大賽博物館（英語：The Eurovision Museum），是一家位於冰島胡薩維克海角酒店一樓的博物館展覽。本展覽展出了關於歐洲歌唱大賽的歷史及電影《歐洲歌唱大賽：火焰傳說》的故事。

## 歷史
2020年6月，電影《歐洲歌唱大賽：火焰傳說》在Netflix上發行，並取得巨大的成功和迴響，亦使電影背景取材的地方胡薩維克名噪一時。
2020年7月，胡薩維克市長在一次電台採訪中首次宣布開設歐洲歌唱大賽博物館。

## 展覽
博物館由胡薩維克當地的探索博物館營運，並獲得了歐洲廣播聯盟及Netflix的許可。現時，博物館設有三個展覽：第一個展覽主要關於冰島在歐洲歌唱大賽中的參賽歷史，並展出了冰島多年來參加者的服裝，其中包括冰島1986年首次參賽的Gleðibankinn。第二個展覽主要關於歐洲歌唱大賽的歷史，以及70年來對於歐洲的影響。第三個展覽主要展示電影《歐洲歌唱大賽：火焰傳說》中的道具及服裝。另外，在出口處有一小塊空間講述了一首以胡薩維克的名稱命名的歌曲角逐第93屆奧斯卡金像獎的故事。

## 外部連結
- https://eurovisionhusavik.com （页面存档备份，存于）